# トカゲ男
トカゲ男（トカゲおとこ、英:Lizard Man）とは、UMAの一種。アメリカ合衆国で目撃されている。暴力的なUMAだといわれている。

## 外見
多くの目撃者は、
1. 鱗のついた、緑色の肌[1]
2. 体はヌメヌメしている
3. 爪が長い
4. 赤く光る、大きな目玉
5. 耳は見当たらない
6. 身長は2mから2m70cm程度[1]

と語っている。

## 代表的な目撃例
目撃例の多くが、沼のそばである。
1988年6月
サウスカロライナ州ビショップビルで、少年が、父親に借りた車でドライブ中に、タイヤをパンクさせた。パンクを修理していると、トカゲ男が現れ、車によじ登った。少年は何とかトカゲ男を振り払い、車で家に帰った。
父親は、「車はつぶれていた。少年の様子から、到底嘘を言っているようには見えなかった」と語る。ただし少年は2009年に麻薬絡みの事件で殺害されており、その後の捜査により少年自身も麻薬を使用していたことが明らかになった。そのためトカゲ男も薬物による幻覚ではないかという指摘も存在する
1988年8月
ショー空軍基地に配属されていたアメリカ空軍2等兵であったケネス・オレが、トカゲ男と交戦した旨申告した。オレの申告では、数発を発砲して一発を首に命中させたものの逃げられてしまった。現場にはトカゲ男の物とみられる鱗と血痕が残されていた。しかし、その2日後、オレは申告を取り下げた。
その後、オレは、適切な手続きを踏まずに銃を不法に所持していた理由で告発された。追及を受けたオレは一連の出来事は全てでっち上げであると認めた。
トカゲ男は、1988年ごろから目撃情報がほとんどなくなっている。

## 仮説
正体については、以下のような仮説がある。
- 未発見の生物
- 地球外生命
- 人間（もしくは動物）の突然変異
- 人間（もしくは動物）の奇形
- モンキーマンと同種、あるいは近似種